# Escola Nacional de Belas Artes
Escola Nacional de Belas Artes é a atual Escola de Belas Artes da Universidade Federal do Rio de Janeiro, no Brasil. Mas antes de ter desses dois nomes, a academia foi chamada primeiramente de Escola Real de Ciências, Artes e Ofícios e posteriormente de Academia Imperial de Belas Artes. O nome Escola Nacional de Belas Artes foi adotado efetivamente em 8 de novembro de 1890, em um contexto de mudanças e renovações no qual o país estava inserido.

## Ordem Cronológica dos nomes da Escola de Belas Artes
- Escola Real de Ciências, Artes e Ofícios – 1816 - 1822[1]
- Academia Imperial de Belas Artes – 1826 - 1889[1]
- Escola Nacional de Belas Artes – 1890 - 1965[1]
- Escola de Belas Artes da Universidade Federal do Rio de Janeiro – 1965 em diante[1]

## Contexto Histórico
Quando Dom João VI veio para o Brasil junto de toda a Coroa Portuguesa, no ano de 1808, o país foi elevado à condição de Reino Unido de Portugal e Algarves, portanto deixando de ser uma mera colônia e se transformando na sede da monarquia portuguesa. Nesse contexto, o Brasil, em seu papel de colônia de exploração era pouco desenvolvido e consequentemente sem grandes atrações culturais e também acadêmicas.
Diante desse cenário, o rei Dom João VI realizou no Brasil e principalmente no Rio de Janeiro diversas obras em campos distintos de atuação, dentre elas a Biblioteca Real, o Jardim Botânico, os Correios, o Museu Real, o Banco do Brasil, fundou também a academia militar a Imprensa Régia e a Escola Real de Ciências, Artes e Ofícios.

## Escola Real das Ciências, Artes e Ofícios
A Escola Real de Ciências, Artes e Ofícios foi inaugurada em 1816. Dom João VI queria criar um espaço para iniciar os estudos artísticos no Brasil. Foi então no contexto da Missão Artística Francesa, chefiada inicialmente por Joaquim Lebreton que a Escola Real de Ciências, Artes e Ofícios foi criada. A Missão Artística Francesa trouxe vários artistas franceses que buscavam através de suas obras, retratar o Brasil com diferentes perspectivas. Não era apenas pintores que estavam incluso no projeto, mas profissionais de diferentes ramos, dentre eles o arquiteto Grandjean de Montigny, os escultores Marc Ferrez, Auguste-Marie Taunay e Zéphirin Ferrez, além dos pintores Jean- Baptiste Debret e Nicolas-Antoine Taunay.

## Academia Imperial de Belas Artes
Mas a escola funcionou com esse nome apenas dez anos. Em 1826, ela ganha o nome de Academia Imperial de Belas Artes, que passou a aprofundar-se não somente nas artes plásticas em si, mas também no conhecimento humanístico e científico. Dentre as lições, uma prática que era recorrente no curso era a observação e cópia de outros quadros e figuras. Boa parte da arte produzida no período vigente da Academia Imperial de Belas artes, era Neoclássica e Romântica. Contudo, entre os anos de 1888 e 1890, os acadêmicos da arte passaram a discordar sobre a maneira como a Academia deveria funcionar. Foi então nesse período que ocorreu a Reforma de 1890. De um lado, os “modernos” artistas como Henrique Bernardelli, Zeferino da Costa, Eliseu Visconti, Rodolfo Amoedo, França Júnior Rodolfo Bernardelli projetavam uma forma de produção artística moderna, inspirada nos ensinamentos das escolas artísticas europeias, sobretudo na Académie Julian, de Paris. Em contrapartida, outro grupo tinha propostas diferentes sobre como a produção artística deveria ser realizada. O chamado “Projeto Montenegro” foi escrito por Montenegro Cordeiro, Décio Villares e Aurélio de Figueiredo chamados de positivistas. Eles acreditavam que a arte deveria ser acessível a todos, pois consideravam uma forma cultural muito importante para as pessoas. Por isso, o grupo almejava tanto a democratização do ensino artístico como a elevação do prestígio da arte. Dessa forma, os positivistas queriam romper com o ensino exclusivo nas academias, a ideia era extinguir esses centros acadêmicos, e no lugar, como uma forma de herança, construiriam um museu, que eles chamaram de Museu Nacional de Pintura e Escultura, onde as reproduções realizadas a partir das obras do seu acervo, dariam origem à pequenos museus em diferentes partes do país. Em 1890, o grupo dos modernos romperam com a Academia e decidiram partir para um lugar em que pudessem realizar seus projetos, assim criaram o Ateliê Livre, a princípio instalado no Largo do São Francisco e depois se mudou para a rua do Ouvidor.Lá começaram a lecionar aulas gratuitas, o que fez com que a Academia perdesse muitos alunos.
Todo o cenário de caos dentro da Academia, também era reflexo da política brasileira. O estabelecimento era financiado pelo Imperador Dom Pedro II. Com o fim do império brasileiro a Academia também caiu, mas se ergueu no ano de 1890 com o nome de Escola Nacional de Belas Artes, sob o novo modelo político republicano.

## Primeiros anos da Escola Nacional de Belas Artes

Entrada da antiga sede da Escola Nacional de Belas Artes, com a estátua de João Caetano em frente. Fotografia de Marc Ferrez de 1891.

Com o advento da República, a Escola Nacional de Belas acompanhou o cenário político do Brasil e teve como principal característica a ruptura com o antigo. Entretanto, essa mudança não foi realizada de uma forma tão rápida, havia bastante resistência e dificuldade em quebrar os hábitos antigos e modelos acadêmicos imperiais. Já no início do século XX, a persistência em manter costumes antigos ainda era uma questão muito forte na Escola Nacional de Belas Artes. Nesse começo, houve constantes tentativas de mudanças do estatuto vigente da escola. Esse estatuto era regido pelo conselho escolar, entretanto, nessa época, muitos professores saíam e entravam na instituição, o que dificultava uma definição mais pontual nas mudanças. Sem contar que para realizar qualquer mudança, era necessário o aval do Ministério da Instrução Pública, que tinha resistência em aceitar as propostas enviadas.
Adolfo Morales de los Rios, professor de arquitetura na escola entre 1905 e 1920, publicou uma crítica na imprensa sobre a permanência dessas práticas, principalmente ressaltando a situação de descaso que a instituição tinha com os arquitetos. Já que as exposições do da escola e prêmios de viagens eram destinados prioritariamente aos pintores. Outra questão que também teve bastante relevância nesse início foi a falta de estrutura que a Escola enfrentava.
Entretanto, só em meados de 1930 é que pôde se perceber uma maior abertura à modernização. Assim, no final do ano de 1930, o arquiteto Lúcio Costa assume a direção da Escola Nacional de Belas Artes e adquire uma postura bastante favorável à arte moderna como um todo. Dentre as medidas que o arquiteto planejou, estava a contratação de novos professores, que tivessem uma perspectiva alinhada aos conceitos de modernidade. Lúcio também reestruturou o formato das Exposições Gerais de Belas Artes, a partir desse momento, o diretor criou uma comissão para organizar as exposições, ganhando o nome, em 1933 de Salões Nacionais de Belas Artes. Dentro desta comissão estavam artistas ligados ao movimento modernista, como Anita Malfatti, Cândido Portinari, Manuel Bandeira e Celso Antônio. Lúcio Costa também objetivou modificar a forma com que eram distribuídos os prêmios de viagens.
Mesmo com as novas ideias, o mandato de Lúcio Costa teve bastante rejeição e por isso foi tão curto, durando apenas um ano. O arquiteto foi demitido em setembro de 1931, no mesmo mês em que o Salão Revolucionário se abre para o público. Mas todo seu trabalho modernista instigou novos movimentos que buscavam romper com as tradições do antigo modelo de ensino nas escolas. Um desses movimentos foi o Núcleo Bernardelli, que pretendia aprimorar a profissionalização artística, os ensinamentos técnicos e também mais liberdade de pesquisa. Também mantiveram o antigo debate sobre o acesso dos artistas modernos tanto aos prêmios de viagem ao exterior como Às Exposições Gerais. Durante a década de 1930, a Escola Nacional de Belas Artes passou por várias reformulações, dentre elas a criação do Museu Nacional de Belas Artes (MNBA), no ano de 1937. O museu funcionava no mesmo prédio que a escola e era de lá que o seu acervo foi construído. A partir desse momento então, houve a separação dos ensinamentos de arquitetura e belas artes, que passaram a ser lecionados em prédios diferentes. E no ano de 1971, a Escola Nacional de Belas Artes passou a se chamar Escola de Belas Artes da Universidade Federal do Rio de Janeiro, passando a ser mantida por essa instituição.

## Estrutura do curso na Escola Nacional de Belas Artes
Com algumas renovações após as reivindicações, durante o período inicial da Primeira República, o curso da Escola Nacional de Belas Artes era estruturado em cima de duas matérias. Um era o curso geral e o outro o curso especial ou prático. No primeiro, como o próprio nome já diz, os alunos tinham contato com matérias de conhecimentos mais gerais enquanto a segunda, o aluno se aprofundava nos conhecimentos específicos de pintura e desenho.
Mas a pintura não era a única arte ensinada na Escola, os alunos também poderiam aprender escultura, arquitetura e gravura de medalhas e pedras preciosas. Os alunos poderiam ingressar na Escola Nacional de Belas artes aos 15 anos e concluir todo o seu ensino na instituição, até o ensino superior.
Trabalhos que se relacionassem a natureza e os nus humanos, eram estilos recorrentes na instituição e que havia um aspecto de ruptura com o que era feito tradicionalmente.Ainda considerando o desejo de modernização da Escola Nacional de Belas artes, a instituição decidiu se abrir para mais uma inovação. O historiador da arte José Fléxa Pinto Ribeiro, diretor da escola entre os anos de 1948 e 1952 contratou Sophia Jobim para lecionar indumentária histórica. A professora afirmava que a indumentária também era uma forma de aprender ciência e arte ao mesmo tempo.

## Semelhanças com a École des Beaux-Arts de Paris
Quando a Academia de Belas Artes sucumbiu aos novos tempos e deu origem à Escola Nacional de Belas artes, esse movimento não surgiu do nada. Muito pelo contrário, ele teve forte inspiração nas reformas que a École des Beaux- Arts de Paris passou em 1863. Ambos processos decorreram de um descontentamento comum por parte de artistas e intelectuais do Ocidente no final do século XIX sobre a forma como o ensino artístico era administrado nas academias.
Tanto em Paris como no Rio de Janeiro, os artistas passaram a contestar a liberdade no processo de ensino na originalidade das produções artísticas. Os protestos giravam em torno de um desejo maior pela individualidade e autenticidade nas obras, já que as academias eram ambientes com regras pré estabelecidas muito rígidas e fixas, que não permitiam maior flexibilidade e liberdade de produção aos alunos.

## Diretores
- 1816-1819 –  Joaquim Lebreton
- 1820-1834 – Henrique José da Silva
- 1834-1851 – Félix Émile Taunay
- 1851-1854 – Job Justino d’Alcântara
- 1854-1857 – Manuel de Araújo Porto-Alegre
- 1857-1874 – Tomás Gomes dos Santos
- 1874-1888 – Antônio Nicolau Tolentino
- 1888-1889 – Ernesto Gomes Moreira Maia
- 1889-1915 – Rodolpho Bernardelli
- 1915-1926 – João Batista da Costa
- 1926-1927 – José Marianno Filho
- 1927-1930 – José Otávio Correia Lima
- 1930-1931 – Lúcio Costa
- 1931-1937 – Archimedes Memoria
- 1937-1938 – Lucílio de Albuquerque
- 1938-1948 – Augusto Bracet
- 1948-1952 – José Fléxa Pinto Ribeiro
- 1952-1955 – Georgina de Albuquerque
- 1955-1958 – Alfredo Galvão
- 1958-1961 – Gerson Pompeu Pinheiro
- 1961-1964 – Calmon Barreto
- 1964-1971 – Gerson Pompeu Pinheiro
- 1971-1975 – Thales Memória
- 1975-1976 – Celita Vacani
- 1976-1980 – Almir Paredes Cunha
- 1980-1980 – Luiz Augusto de Proença Rosa
- 1980-1981 – Virgilio José Athaide Pinheiro
- 1981-1982 – Paulo Pinheiro Alves
- 1982-1984 – Cordélia Eloy de Andrade Navarro
- 1984-1986 – Leonardo Visconti Cavalleiro
- 1986-1990 – Fernando Pamplona
- 1990-1994 – Leonardo Visconti Cavalleiro
- 1994-1998 – Elizabeth Amália Bosher
- 1998-2002 – Victorino de Oliveira Neto
- 2002-2010 –  Angela Ancora da Luz
- 2010-2018 – Carlos Gonçalves Terra
- 2018-2026 – Madalena Ribeiro Grimaldi

Quando se fala sobre os profissionais que passaram pela Escola Nacional de Belas Artes, é de destacar o papel de Georgina de Albuquerque na instituição. A pintora brasileira não só estudou e lecionou na Escola, como posteriormente foi a primeira mulher a ocupar o cargo na direção da Escola Nacional de Belas Artes.
Em 2018, por ocasião da comemoração de seus 200 anos, a Escola Nacional de Belas Artes recebeu a homenagem do GRES São Clemente, no grupo especial do Carnaval do Rio de Janeiro, com o enredo "Academicamente Popular", de autoria do carnavalesco Jorge Silveira, ex aluno da instituição. Conforme afirmado pelo artista à EBC, concebeu o fim do desfile "prestando uma homenagem à geração de professores que saíram da Escola de Belas Artes e foram fazer carnaval nos barracões, nos anos de 50 e 60. Essa relação da escola de samba com a Escola de Belas Artes é de várias décadas que se passaram no carnaval, com muitos títulos e com grandes nomes. Com o conhecimento que eles transferiram da academia para o barracão, redimensionaram a escola de samba para transformá-la no maior espetáculo audiovisual do planeta”. A preparação do desfile contou com a presença ativa de alunos da escola, e o incêndio ocorrido no prédio da reitoria da UFRJ foi lembrado.